# 六日町

南魚沼地域における平成の大合併の地図。

六日町（むいかまち）は、新潟県にある三国街道と清水街道の分岐点で、「上田船道」と呼ばれる水運の終点も兼ねた旧宿場町である（六日町宿）。また、同地区を含む自治体として南魚沼郡に存在した町の名称であった。
2004年11月1日に同じ南魚沼郡の大和町と合併して南魚沼市になった。

## 地理
- 盆地：魚沼盆地
- 山脈・丘陵：越後山脈、魚沼丘陵
- 山：中ノ岳、八海山、巻機山、牛ヶ岳、割引岳、金城山、下津川山、兎岳、坂戸山、六万騎山、阿寺山
- 河川：魚野川、三国川、宇田沢川

## 歴史

### 沿革
- 1889年（明治22年）4月1日 - 町村制施行に伴い南魚沼郡六日町村、坂戸村が合併し、六日町村（むいかまちむら）が発足。
- 1900年（明治33年）7月13日 - 町制施行し名称を六日町に変更。
- 1906年（明治39年）4月1日 - 南魚沼郡小栗山村、君帰村、欠ノ上村、余川村、川窪村、美佐島村、八幡村、大富村（一部）、三和村（一部）と合併し、六日町を新設。
- 1956年（昭和31年）9月1日 - 六日町と五十沢村、城内村、大巻村とが合併し、六日町を新設。
- 2004年（平成16年）11月1日 - 南魚沼郡大和町と合併し、南魚沼市となる。

## 行政
- 町長：井口一郎

## 姉妹都市・提携都市

### 国内
- 米沢市（山形県）
1986年9月1日　歴史親善友好都市提携
- さいたま市（埼玉県）
1988年10月31日　与野市と友好都市提携を結ぶが、2001年にさいたま市 新設に伴う与野市の廃止に伴い、友好都市はさいたま市に継承された。
- 深谷市（埼玉県）
1989年　友好都市提携

## 経済

### 町内に拠点を置く主な企業
- 雪国まいたけ - 本社
- 八海醸造 - 本社
- エフエム雪国 - 本社
- 北越急行 - 本社
- 南越後観光バス - 本社
- ニューロング精密工業 - 工場
- 日本電産コパル - 事業所

### 商業

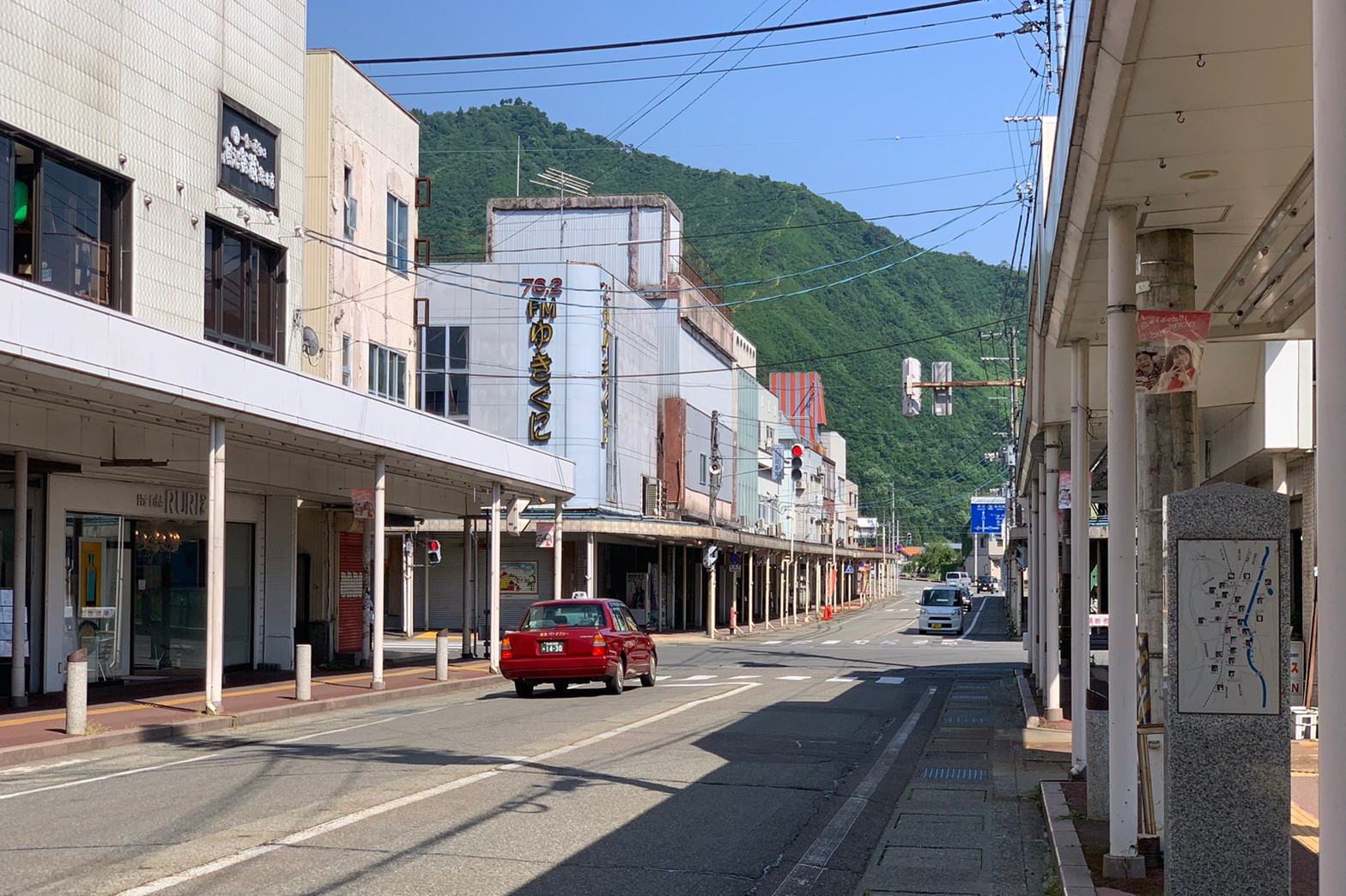
六日町市街地

六日町駅前から国道17号・国道291号沿いにかけては歩道部にアーケードを備えた商店街が広がる。
1996年（平成8年）12月には町内初の第一種大型店となる六日町駅前のショッピングセンターRARA（詳細は六日町駅#駅周辺を参照）と、六日町IC前のジャスコを核とするショッピングセンターが相次いでオープンした。

## 教育

### 高等学校
- 新潟県立六日町高等学校
- 新潟県立八海高等学校

### 中学校
- 六日町立五十沢中学校（合併後の2018年に八海中へ統合）
- 六日町立大巻中学校（合併後の2018年に八海中へ統合）
- 六日町立城内中学校（合併後の2018年に八海中へ統合）
- 六日町立六日町中学校

### 小学校
- 六日町立五十沢小学校（合併後の2011年に五十沢小(新)へ統合）
- 六日町立西五十沢小学校（合併後の2011年に五十沢小(新)へ統合）
- 六日町立五日町小学校（合併後の2019年におおまき小へ統合）
- 六日町立大巻小学校（合併後の2019年におおまき小へ統合）
- 六日町立城内小学校
- 六日町立北辰小学校
- 六日町立六日町小学校

### 学校教育以外の施設
- 魚沼サンティックスクール（職業訓練法人南魚沼職業能力開発運営協会が運営する、認定職業訓練による職業訓練施設）

## 交通

### 鉄道
新幹線
町域はJR上越新幹線の沿線だが、町内に駅はない。新幹線を利用する場合は浦佐駅、越後湯沢駅のいずれかが最寄りとなる。
在来線等
JR上越線および北越急行ほくほく線が通じている。
- 中心駅は六日町駅で、他に町内には上越線五日町駅、ほくほく線魚沼丘陵駅がある。

### 道路
高速道路
関越自動車道
六日町IC/BS
一般国道
国道17号
国道253号
国道291号
主要地方道
新潟県道28号塩沢大和線
新潟県道74号十日町六日町線

## 名所・旧跡・観光スポット・祭事・催事
- 六日町八海山スキー場・八海山ロープウェー
- 六日町ミナミスキー場
- 五日町スキー場
- 六日町温泉
- 五十沢温泉
- トミオカホワイト美術館
- 八海山泉ビール苑
- 五十沢（いかざわ）キャンプ場・裏巻機渓谷
- 五十沢渓谷・三国川ダム
- 坂戸城跡・銭淵公園
- 長森原の戦いの跡

## 出身有名人
- 長尾政景
- 上杉景勝
- 直江兼続
- 町田浩徳 - 日本テレビアナウンサー
- 山本京介 - アルペンスキー